# جامع الرحباوي
مسجد الرحباوي أو مدرسة الرحباوي هي مدرسة دينية أسسها الحاج عباس محسن ناجي الرحباوي النجفي سنة 1378 هجرية على شكل حسينية أولا، تقع في محلة الجديدة في مدينة النجف في الركن الذي هو عند ملتقى شارع المدينة وشارع الهاتف مساحتها 1000 متر مربع ولها باب من شمال المدينة. ثم بنا فيها غرفا لطلاب العلوم الدينية لتكون أكثر نفعا وأسكن فيها مايزيد على عشرين طالبا، ثم أبتنى في الجنوب عام 1960 حسينية تسمى حاليا مسجد وحسينية الرحباوي تبلغ مساحتها (200 متر مربع).